# メダム
メダム（Mesdames）とは、一般的にはフランス語で成人女性への敬称であるマダムの複数形であるが、18世紀の欧州においては、フランス王ルイ15世の娘たちを指す呼称として使われた。彼女たちのほとんどが独身を通し、ヴェルサイユ宮廷で生涯を送った。

## 「フランスの娘」の敬称
フランスの宮廷儀礼においては、血統親王（プランス・デュ・サン）や貴族の未婚の娘はいかに高貴な生まれでも「ドモワゼル（Demoiselles）」と称したのに対し、フランス王の嫡出の女子、いわゆる「フィーユ・ド・フランス（フランスの娘）」はより高位の「ダーム（Dame）」と称する特権を生まれながらに認められていた。
それゆえフィーユ・ド・フランスは、マダムの敬称の後に、自分の洗礼名を名乗るか、何らかの称号を所有していればその称号を名乗るかした。これはフィーユ・ド・フランスのうち、最年長の者を除いて全員に共通する慣例だった。
最年長の者だけは洗礼名を付け加える必要が無く、単に「マダム（Madame）」と言えば彼女のことを指す慣わしになっていた。一方で、（ルイ15世時代にはいなかったが）国王の最年長の弟の妻も、単に「マダム」とだけ称する慣例であったため、重複を避けるべく、王の未婚の娘のうちの最年長者は、「マダム・ロワイヤル（王家のマダム）」と呼ばれたり、ルイ14世時代は「ラ・プティット・マダム（la Petite Madame、小さなマダム）」、ルイ16世時代は「マダム・フィーユ・ド・ロワ（Madame Fille du Roi、王の娘たるマダム）」と称したりした。

## メダム
以下に示す、フランス王ルイ15世と王妃マリー・レクザンスカの8人の娘たちは、そのほとんどが、系譜学的、政治的、戦略的な要因から未婚のままフランス宮廷に残ることになった。多くが独身を通したこの姉妹たちを歴史上「メダム（マダムたち）」と呼ぶようになる状況が生まれたのだった。

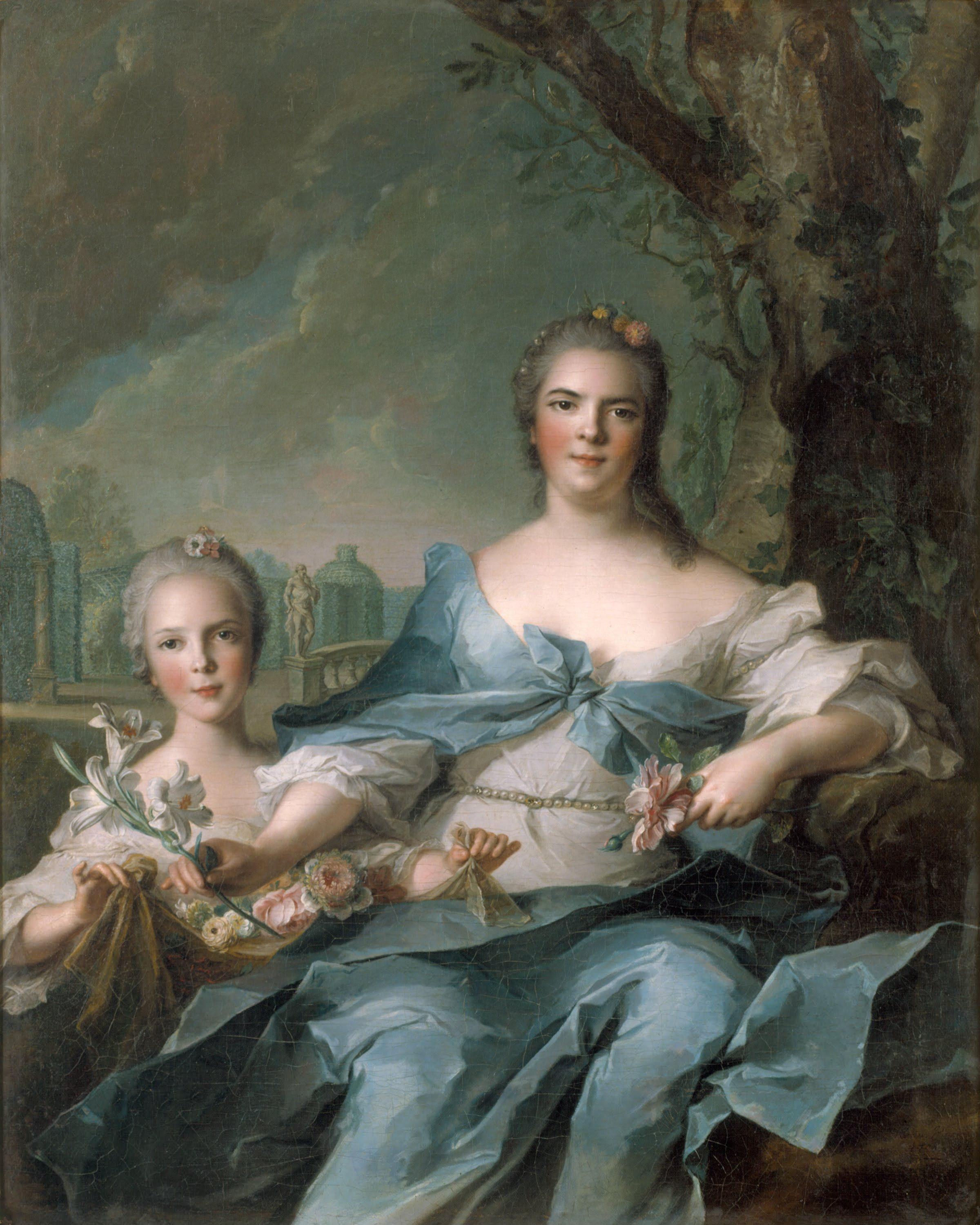
エリザベート・ド・フランス

- 長女：ルイーズ・エリザベート・ド・フランス（1727年 - 1759年） - 「マダム」。両親の娘のうち唯一結婚した。1739年のスペイン王子との結婚以降は「マダム・アンファント（Madame-Infante、親王妃のマダム）」。

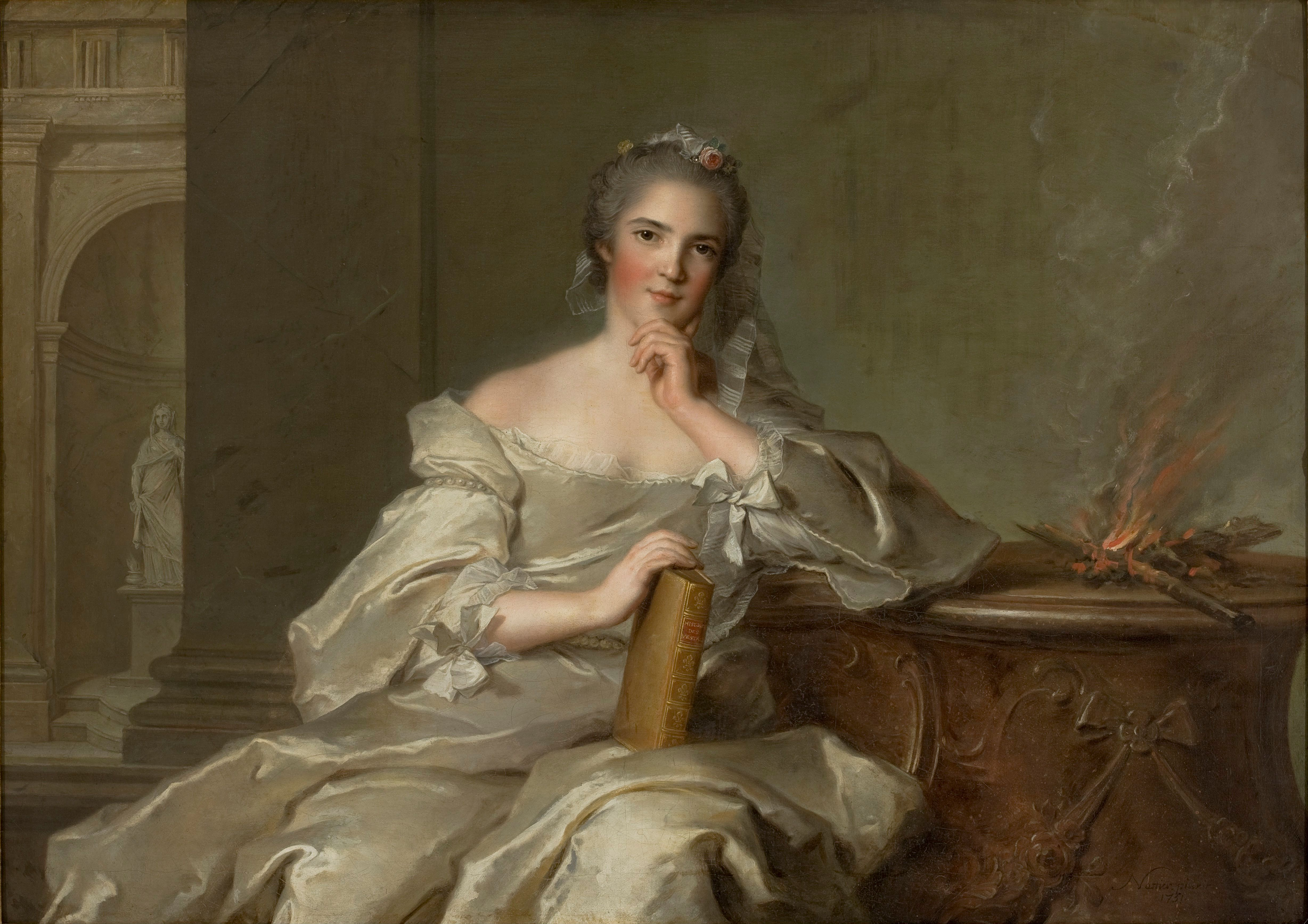
アンリエット・ド・フランス

- 次女：アンリエット・ド・フランス（1727年 - 1752年） - 長女の双子の妹。 「マダム・スゴンド（Madame Seconde、二番目のマダム）」、1739年の姉の結婚後は単に「マダム」と称する特権を引き継いだ。

- 三女：マリー・ルイーズ・ド・フランス（英語版）（1728年 - 1733年） - 「マダム・トロワジエーム（Madame Troisième、三番目のマダム）」。夭折。

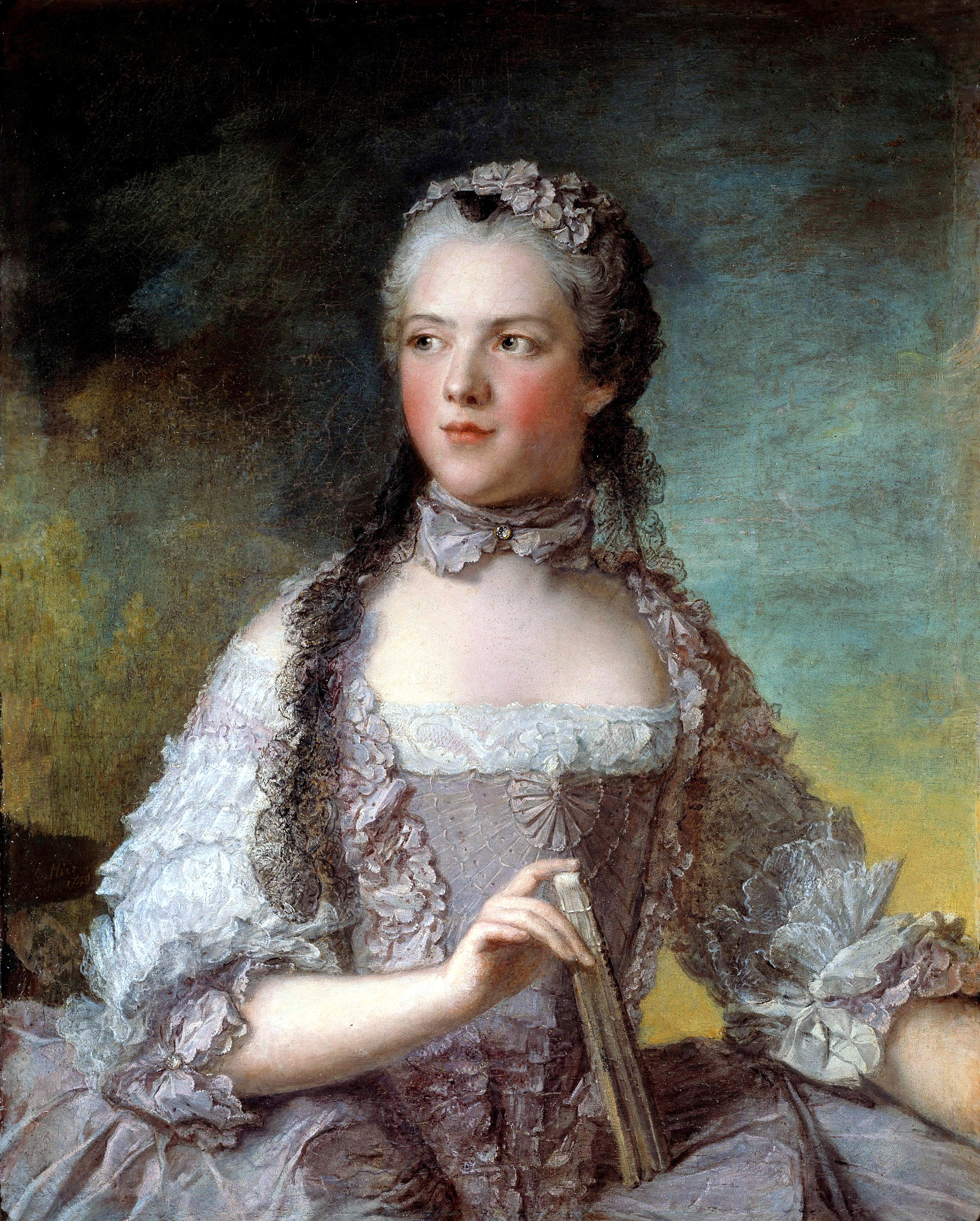
アデライード・ド・フランス

- 四女：アデライード・ド・フランス（1732年 - 1800年） - 「マダム・カトリエーム（Madame Quatrième、四番目のマダム）」、三女の夭折に伴い「マダム・トロワジエーム」。その後「マダム・アデライード（Madame Adélaïde）」と称する。1752年次女の死に伴い単に「マダム」と称する特権を引き継ぐ。

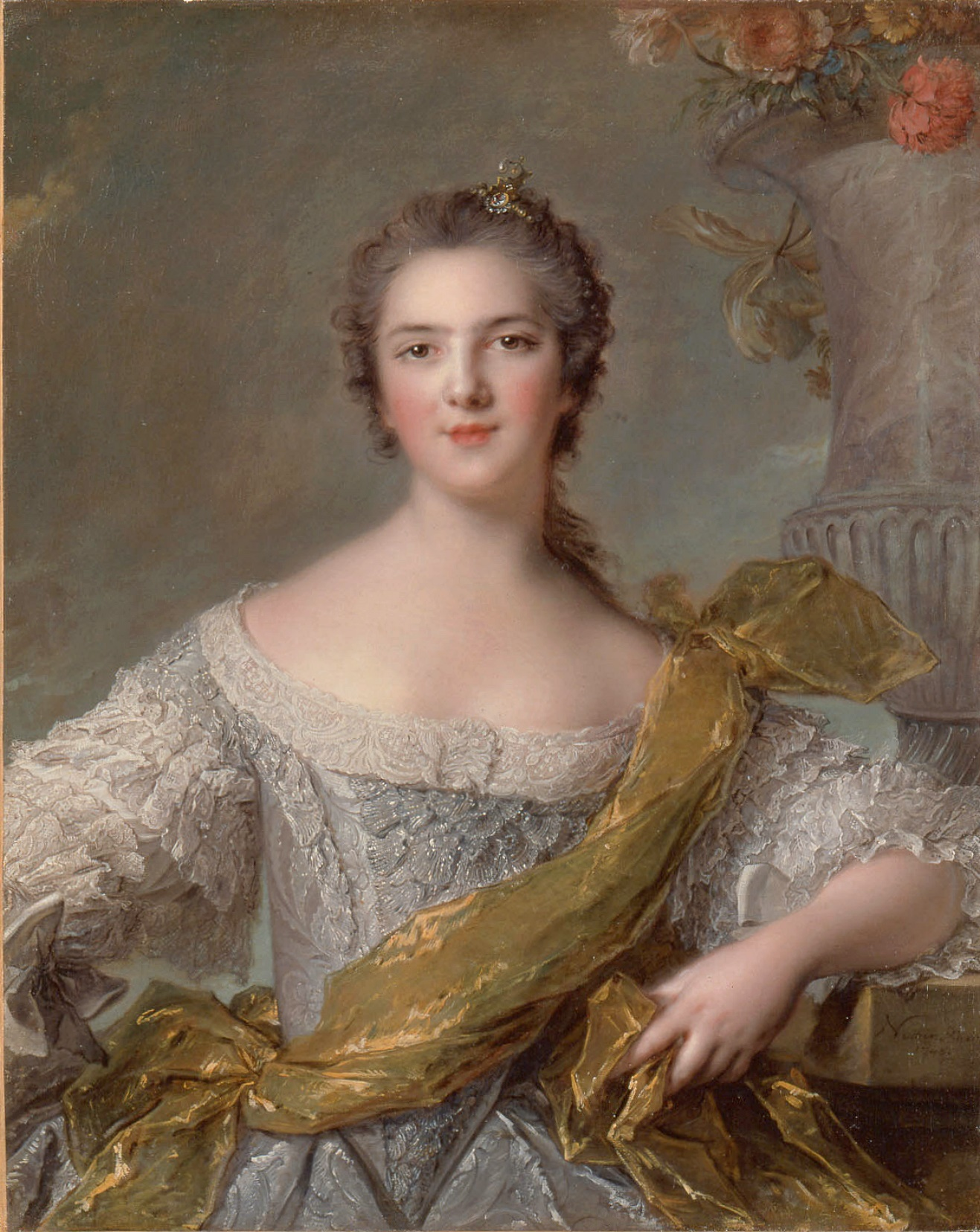
ヴィクトワール・ド・フランス

- 五女：ヴィクトワール・ド・フランス（1733年 - 1799年） - 「マダム・カトリエーム」、のち「マダム・ヴィクトワール（Madame Victoire）」。

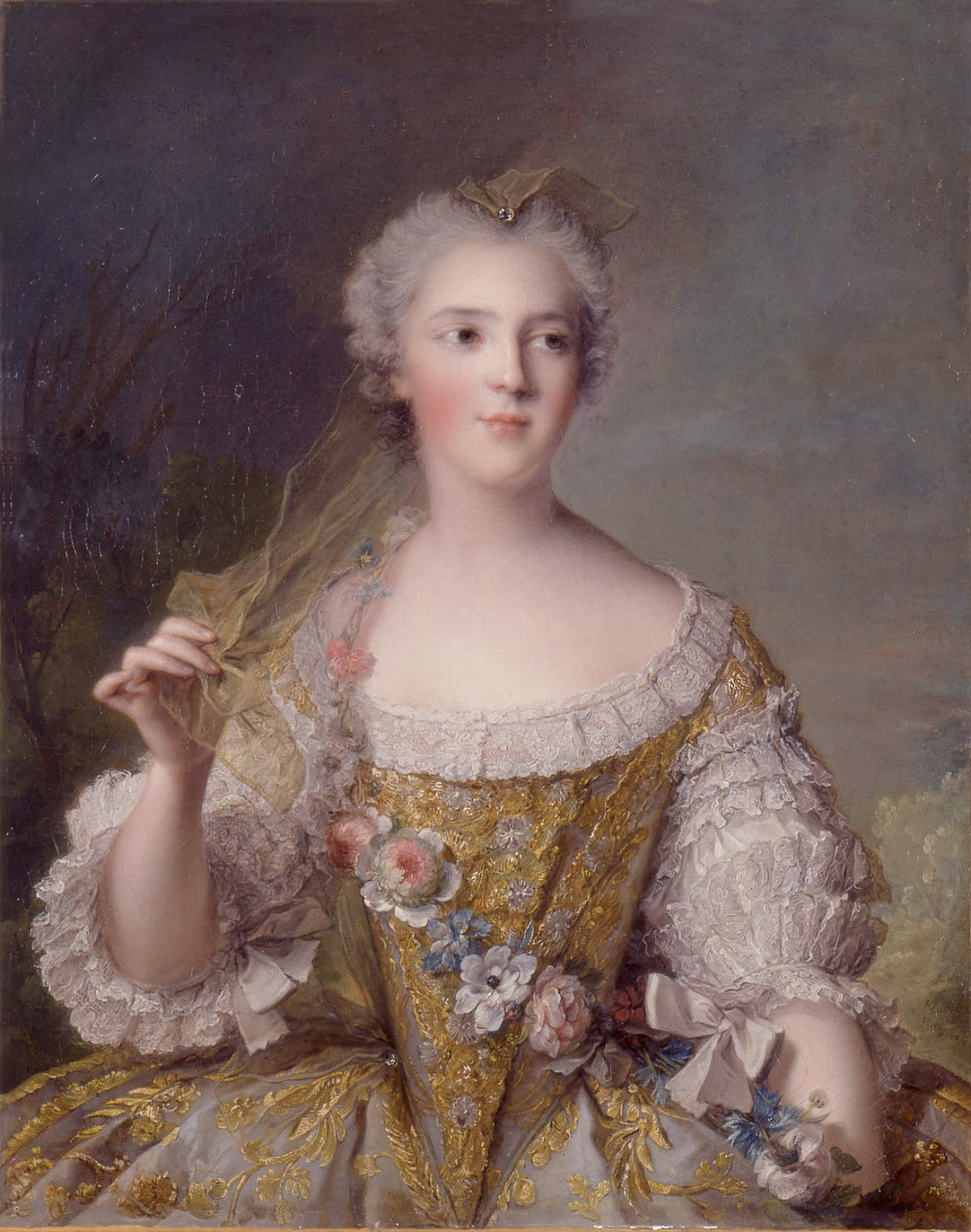
ソフィー・ド・フランス

- 六女：ソフィー・ド・フランス（1734年 - 1782年） - 「マダム・サンキエーム（Madame Cinquième、五番目のマダム）」、のち「マダム・ソフィー（Madame Sophie）」。

- 七女：テレーズ・ド・フランス（英語版）（1736年 - 1744年） - 「マダム・シジェーム（Madame Sixième、六番目のマダム）」、夭折。

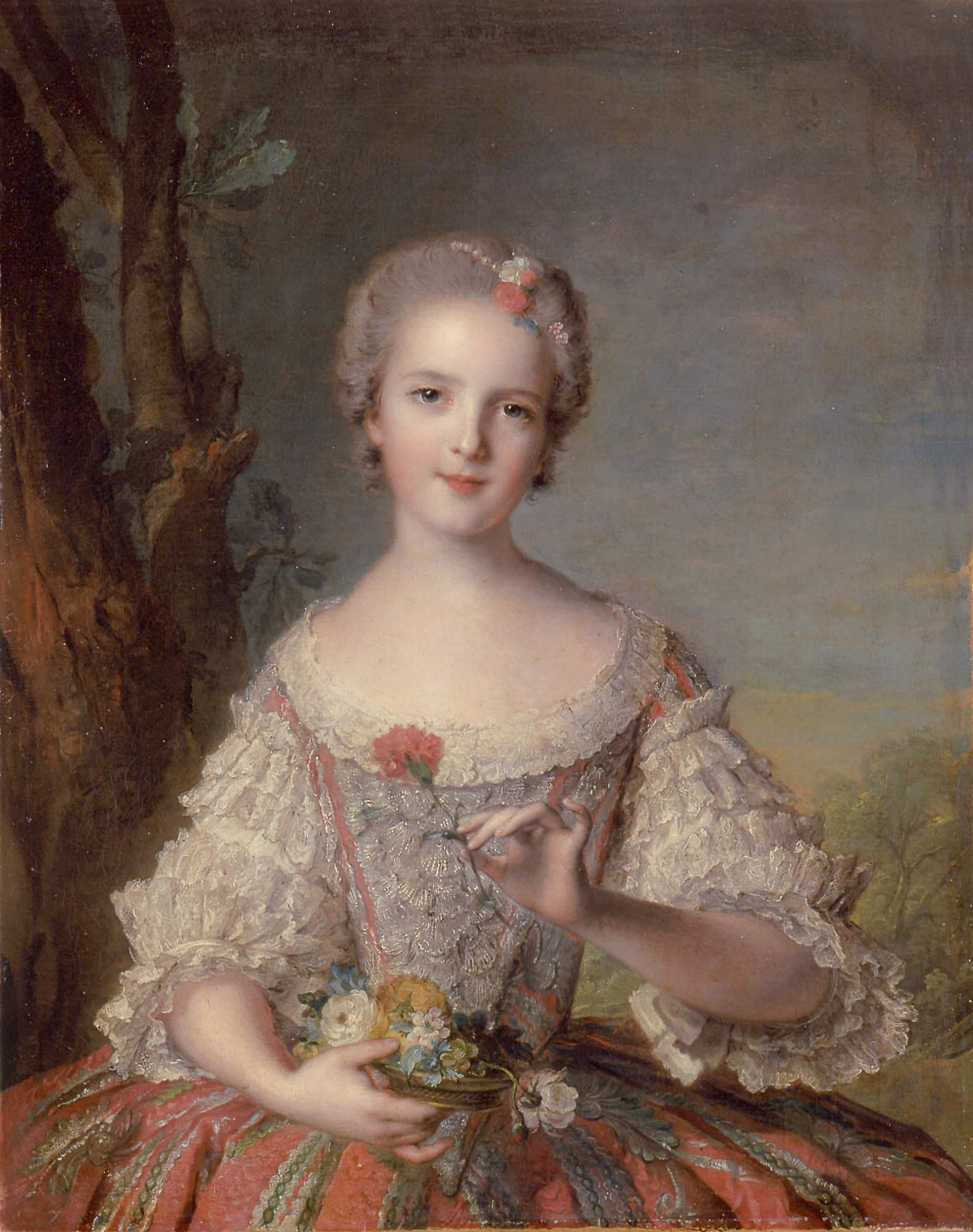
ルイーズ・ド・フランス

- 八女：ルイーズ・マリー・ド・フランス（1737年 - 1787年） - 「マダム・セプティエーム（Madame Septième、七番目のマダム）」、また両親の末子だったため「マダム・デルニエール（Madame Dernière、末っ子マダム）」とも呼ばれた。1770年以降は宮廷を出てカルメル会の修道女となり、「サン＝トーギュスタンのテレーズ教母（Mère Thérèse de saint Augustin）」と名乗った。

## 宮廷における王女たち
8人姉妹のうち年少の4人の王女は、かさむ宮廷費の節約のためと、大勢の王子女に囲まれた王妃の権勢が強まるのを避けるために、1738年から1750年まで、宮廷から遠く離れたポワトゥー地方のフォントヴロー修道院に預けられて養育された。娘たちを道徳的腐敗の蔓延するヴェルサイユから隔離して育てたい父王の意向で、彼女らは成人するまで宮廷に戻らないことになっていた。マダム・テレーズは夭折したため宮廷には戻れず、マダム・ルイーズは成人して宮廷に戻ったものの、修道院での生活の影響を受けすぎて宮廷生活になじめず、結局は宮廷を出奔してサン＝ドニのカルメル修道院に逃げ込むことになる。
ルイ15世は慣習上も好みの点でも、最年長の娘を優遇し側に置いていた。1752年に次女アンリエットが死ぬと、三女アデライードがこの立場を引き継ぎ、以後長く父の側近にあって多くの恩恵を享受した。
父王とともに生涯を送り、父王よりも生き長らえたアデライード、ヴィクトワール、ソフィー及びルイーズの4人がヴェルサイユ宮廷における「メダム」として記憶されることになった。ルイ15世はアデライードに「ローグ（Logue、ぼろ切れ）」、ヴィクトワールに「コッシュ（Coche、雌ブタ）」、ソフィーに「グライユ（Graille、ダニ）」、ルイーズに「シフィエ（Chiffie、ゴミくず）」という卑俗な愛称を付けて呼んでいた。父と娘たちはアデライードのアパルトマンで毎朝のカフェの時間を過ごした。
アデライードら4人の王女たちにとって、他国の王族との結婚は他の何にも代えがたいヴェルサイユを離れるという致命的な代償を払うことを意味しており、全くの問題外だった。臣下との結婚も許されず、好都合にも父王は彼女たちを常に側に置きたがった。
メダムは兄のドーファンに同調して、次々に現れる父王の妾たちと長く不毛な対立を続けた。特にポンパドゥール夫人のことは「ママン・ピュタン（Maman putain、娼婦のおばさん）」とか「ポンポン（Pompom）」というあだ名で呼び、機会さえあれば夫人を陥れようと画策した。メダムの道徳観念及び信心の深さは永続的かつ強固なものだった。そうした価値観を姉妹は母王妃や兄と共有し、ジャンセニズムへの寛容や自由思想を強く警戒した。それが原因となって父王との関係が緊張し、そのためにヴェルサイユ宮殿の最も重要な位置である中央棟一階のアパルトマンの占有を許されたのは、かなり後になってからだった。
メダムはポンパドゥール夫人が1764年に死んだ後に権力を握る可能性もあったが、実際にはそうはならず、1769年にルイ15世の最後の公式寵姫となったデュ・バリー夫人の政治的影響力に対して強い嫌悪感を示した。メダムは幼い甥の王太子ルイとその妻マリー・アントワネットを味方に引き込み、特に王太子妃にデュ・バリー夫人を無視させるよう仕向けたことは、王太子妃の実家オーストリアとフランスの外交問題にまで発展した。
1774年に甥のルイ16世が即位すると、アデライードは新王の叔母たちに対する愛情を利用して国政や宮廷への影響力を高めることに希望を抱いたが、すぐに自分の望みが叶えられないことを悟らされた。新国王夫妻を取り囲む宮廷の若い世代が中心的に活躍し始めるにつれ、権力からだんだん遠ざけられていくのを自覚したアデライードは、妹たちと共にムードンのベルヴュー城に生活の拠点を移した。老いた姉妹はポンパドゥール夫人がかつて使っていたこの城を改装しながら、また王妃に対する誹謗中傷の発生源の一つとなりながら、旧体制の最後の日々を過ごした。
メダムの中で最後まで存命していたアデライードとヴィクトワールは、1791年フランス革命の混乱の中を出国し、各地を放浪した末にイタリアに落ち着き、トリエステの寓居で昔を懐かしみながら死んだ。